# Heinrich von Bistram

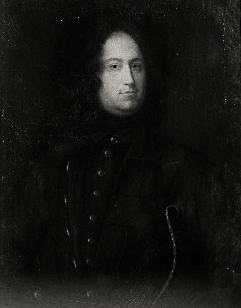
Bengt Heinrich von Bistram

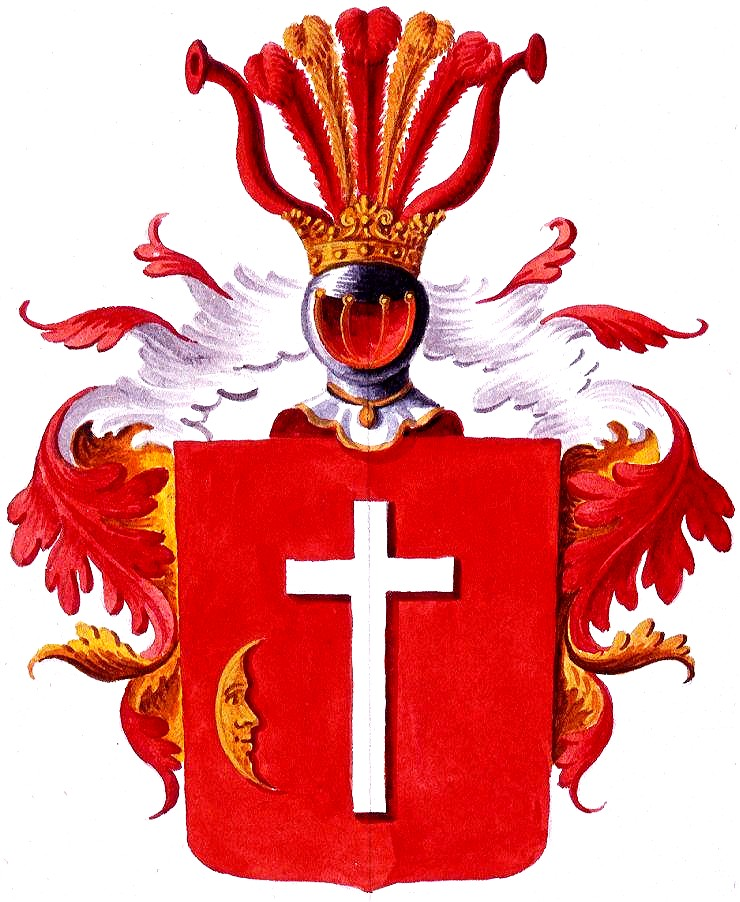
Familienwappen der estländischen Familie derer von Bistram

Bengt Heinrich Freiherr von Bistram (* 6. Märzjul. / 16. März 1667greg. in Reval; † 18. Septemberjul. / 29. September 1724greg.) war ein estländischer Ritterschaftshauptmann und Landrat.

## Leben
Bengt Heinrich von Bistram absolvierte in der schwedischen Armee eine Offizierslaufbahn, wobei er bis zum Oberstleutnant avancierte. Von 1701 bis 1702 war er Ritterschaftshauptmann der Estländischen Ritterschaft. Er diente im Kreisregiment des Kreises Harjumaa und war von 1710 bis 1724 Landrat in Estland. 1712 war er gemeinsam mit Freiherr Reinhold von Ungern-Sternberg Deputierter der estländischen Ritterschaft und nahm aus der Hand Peter I. die Generalkonfirmation der estländischen Landesprivilegien entgegen.

## Herkunft und Familie
Bengt Heinrich Bistram stammte aus der polnisch-baltischen Adelsfamilie von Bistram, die im Jahre 1604 in den schwedischen Adelsstand erhoben worden war. Seine Eltern waren der estländische Landrat und Rittergutsbesitzer zu Riesenberg und Rumm, zudem schwedischer Generalmajor Georg von Bistram (1624–1687) und Anna Elisabeth, geborene von Taube.
In erster Ehe vermählte er sich 1691, in Reval, mit der Erbin von Rayküll Margarethe Elisabeth Freiin von Fersen (1669–1710), einer Tochter des schwedischen Feldmarschalls Otto Wilhelm von Fersen (1623–1703). In zweiter Ehe vermählte er sich 1711, ebenfalls in Reval, mit Katharina Agneta, geborene von Derfelden aus dem Hause Klosterhof, verwitwete Hauenschildt (1671–1749), Schwiegertochter des schwedischen Generalmajors Detloff Hauenschildt († 1703). Aus beiden Ehen sind insgesamt elf Kinder hervorgegangen.

## Besitzungen
Er folgte seinem Vater als Erbherr auf Rumm, Alt und Neu-Riesenberg nach und besaß ebenfalls das Rittergut Alb in Harrien und die Gutshöfe Rump, Riisipere und Alu.

### Der Hof zu Rump
1241 entsteht das Dorf Rung (heute Rummu) und geht um 1370 als Dorf Runge in den Besitz des St. Johannis-Sichenhaus über. Dann wechselt 1415, als Dorf Rump, der Besitz an die Familie von Zöge, in deren Besitz es bis zur Mitte des 16. Jahrhunderts verblieb. Der Hof zu Rump wurde 1671 und 1678 von Georg von Bistram verroßdienstet und von seinen Erben auch noch 1694 weiterhin verroßdienstet. und stand für den Reuterdienst zur Verfügung. Später besaß es der estländische Landrat Bengt Heinrich von Bistram, der es an seinem Sohne Bengt Friedrich von Bistram, noch vor seinem Tode 1724, übertragen hatte.

### Gut Alu
Der Hof Allo (estnisch: Alu) entstand 1409 aus dem Hof Alwen, welcher wiederum aus dem 1241 entstandenen Dorf Alafæ erbaut wurde. Das Dorf bestand bereits zu dieser Zeit nicht mehr. 1410 verblieben vom Dorf die Höfe Aluwen, Alun und Nychko. Seit 1975 besteht der 650 Einwohner zählende Ort aus dem Flecken Alu.

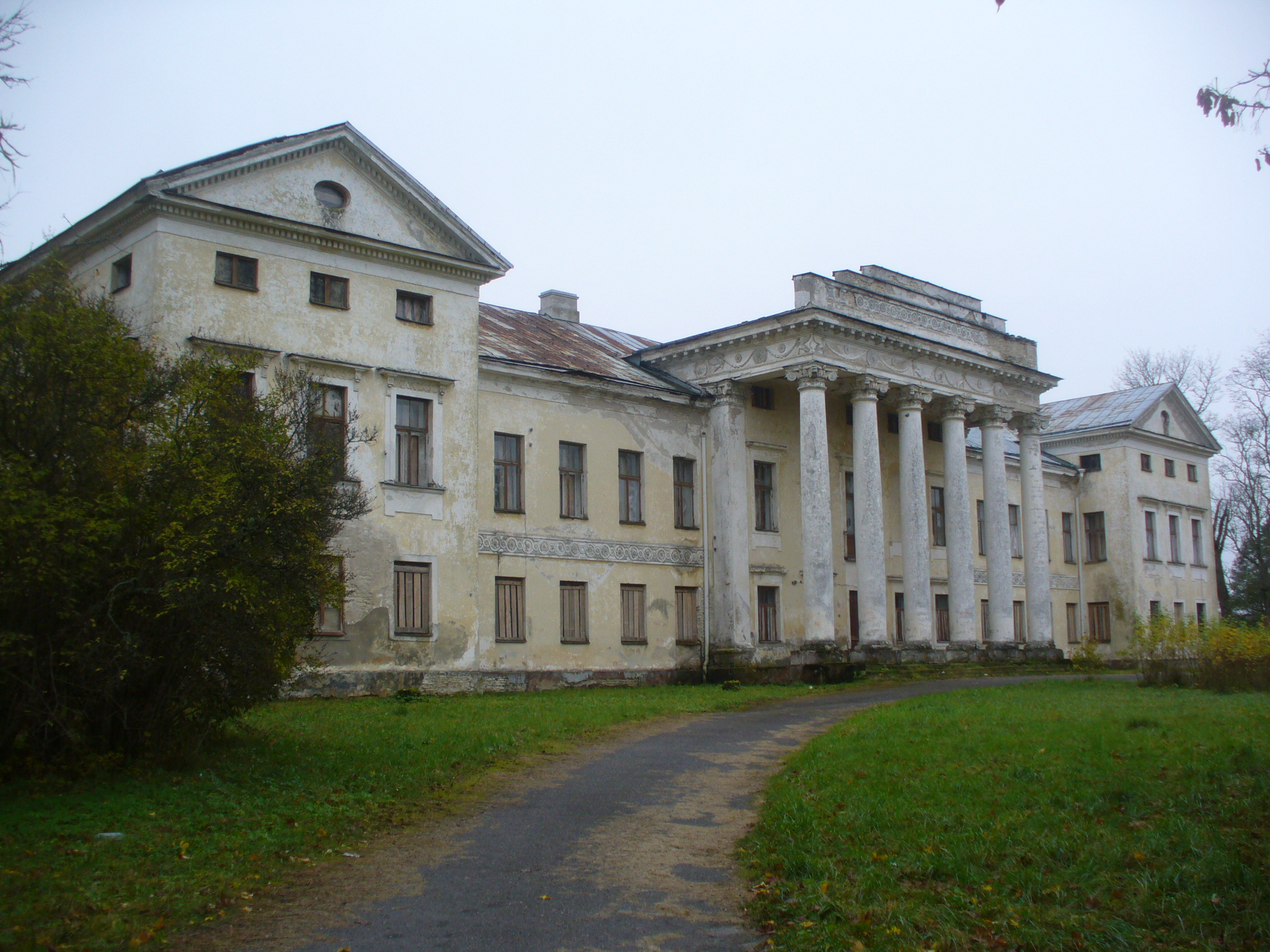
Herrenhaus auf Riisipre (2008)
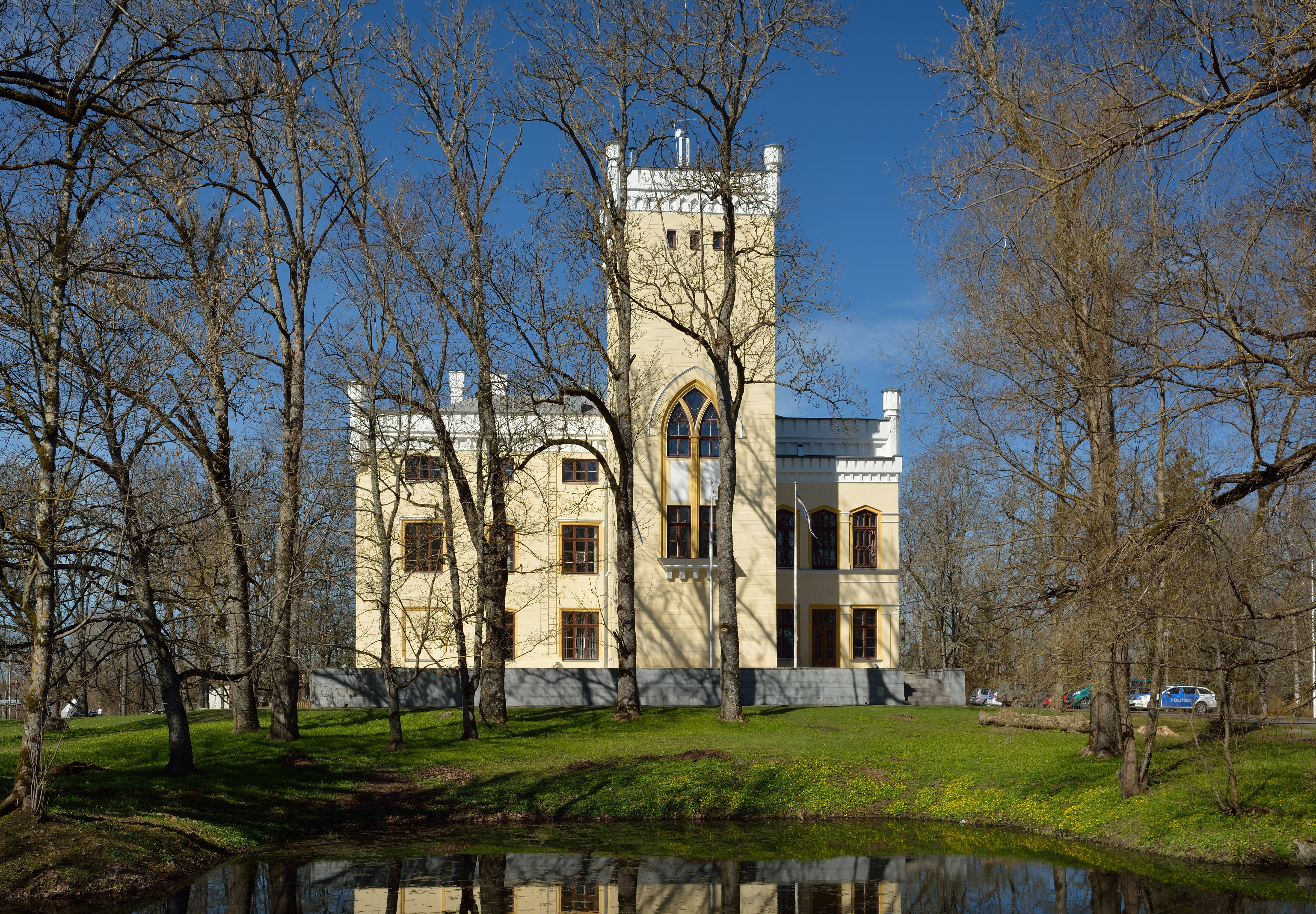
Herrenhaus auf Alu (2013)